# Nachal Si'a
Nachal Si'a (hebrejsky: נחל סיאה) je krátké vádí v Dolní Galileji, v severním Izraeli.
Začíná na východních svazích hory Har Menor, která je severním pokračováním hřbetu Ramat Porija. Pak vádí směřuje k severovýchodu a rychle sestupuje do příkopové propadliny Galilejského jezera, do kterého ústí cca 3,5 kilometrů jihovýchodně od centra města Tiberias, jižně od turistického areálu Ganej Menora.